# Adrián Campos
Adrián Campos Suñer, född 17 juni 1960 i Alzira i provinsen Valencia, död 27 januari 2021 i Valencia, var en spansk racerförare.

## Racingkarriär
Campos, som var mycket racingintresserad och dessutom arvtagare till en förmögenhet, köpte in sig i Volkswagen Motorsport för att få tillfälle att tävla i det europeiska F3-mästerskapet 1984. Han lyckades under säsongen dessutom vinna ett heat vid Monza Lotteria. 
Campos debuterade i formel 1 säsongen 1987 då han blev försteförare för Minardi. Han bröt eller misslyckades med att kvalificera sig till alla lopp utom ett. Han blev dock kvar i stallet under 1988 men han ersattes efter fem lopp av italienaren Pierluigi Martini.
Campos fortsatte med racing i standardvagnar och blev spansk mästare 1994. Därefter lade han av och startade ett eget racingstall, CamposMotorsport, som tävlade i Open Fortuna by Nissan. Stallets förste förare, Marc Gené, och den andre, Fernando Alonso, blev båda mästare och gick sedan vidare till formel 1. Stallet har dock sedan 2008 ny ägare och tävlar numera i GP2.

## F1-karriär
| Säsong | Stall/Tillverkare      | Poäng | Placering |
| ------ | ---------------------- | ----- | --------- |
| 1987   | Minardi-Motori Moderni | 0     | –         |
| 1988   | Minardi-Ford           | 0     | –         |